# Euprepiophis perlacea
Espèce
Synonymes
- Elaphe perlacea Stejneger, 1929

Statut de conservation UICN

 EN B2ab(iii) : En danger
Euprepiophis perlacea est une espèce de serpents de la famille des Colubridae.

## Répartition
Cette espèce est endémique de l'Ouest du Sichuan en République populaire de Chine. Elle se rencontre entre 2 000 et 2 500 m d'altitude.

## Description
Dans sa description Stejneger indique que le spécimen en sa possession, un mâle adulte, mesure 94 cm dont 21 cm pour la queue.

## Publication originale
- Stejneger, 1929 : A snake from China. Proceedings of the Biological Society of Washington, vol. 42, p. 129-130 (texte intégral).